# أليكس سانشيز كروز
أليكس سانشيز كروز (بالإسبانية: Alex Sánchez Cruz)‏ (20 يوليو 1930 في كوستاريكا - ) هو لاعب كرة قدم كوستاريكي في مركز الهجوم. شارك مع منتخب كوستاريكا لكرة القدم. أما مع النوادي، فقد لعب مع ديبورتيفو سابريسا ونادي ألاجولينسي.

## وصلات خارجية
- أليكس سانشيز كروز على موقع ناشيونال فوتبول تيمز (الإنجليزية)